# Adolf Erben
Adolf Erben (* 10. Oktober 1904 in Náchod in Ostböhmen; † 16. Februar 1987 in Brünn, Tschechoslowakei) war ein tschechoslowakischer Architekt.

## Leben
Adolf Erben besuchte das Gymnasium in Nachod und studierte 1923–1987 Architektur und Hochbau an der Technischen Hochschule Prag. Nach dem Examen arbeitete er vom 1. Januar 1929 bis 31. Oktober 1931 als Ingenieurarchitekt bei der Firma Václav Reichl in Königgrätz. Anschließend war er Assistent am Institut für Architektur und Städtebau der Technischen Hochschule Brünn. Gleichzeitig arbeitete er für das Architektenbüro des Institutsleiters Adolf Liebscher. Ab 1934 lehrte er an der Staatlichen Gewerbeschule in Brünn und wurde 1958 als Professor an die Fakultät für Architektur und Hochbau der TH Brünn berufen, wo er Konstruktionshochbau lehrte.
Adolf Erben bekleidete mehrere Ämter in verschiedenen Bau- und Prüfungs- und Sachverständigenkommissionen. Er war Mitglied im Bund tschechoslowakischer Ingenieure und Architekten, im Verband tschechoslowakischer Architekten und der Tschechoslowakischen wissenschaftlichen-technischen Gesellschaft. Die Technische Hochschule Brünn zeichnete ihn mit der Silbernen Gedenkmedaille aus.
Nach Erbens Entwürfen wurden mehrere Verwaltungsgebäude, Wohnhäuser, Banken und andere gewerbliche Objekte gebaut. Die meisten seiner Bauprojekte verwirklichte er in seiner Heimatstadt Náchod. Dort errichtete er 1939–1940 in der Máchova ulice auch eine Villa für sich und seine Familie.

## Werke (Auswahl)
- Náchod:

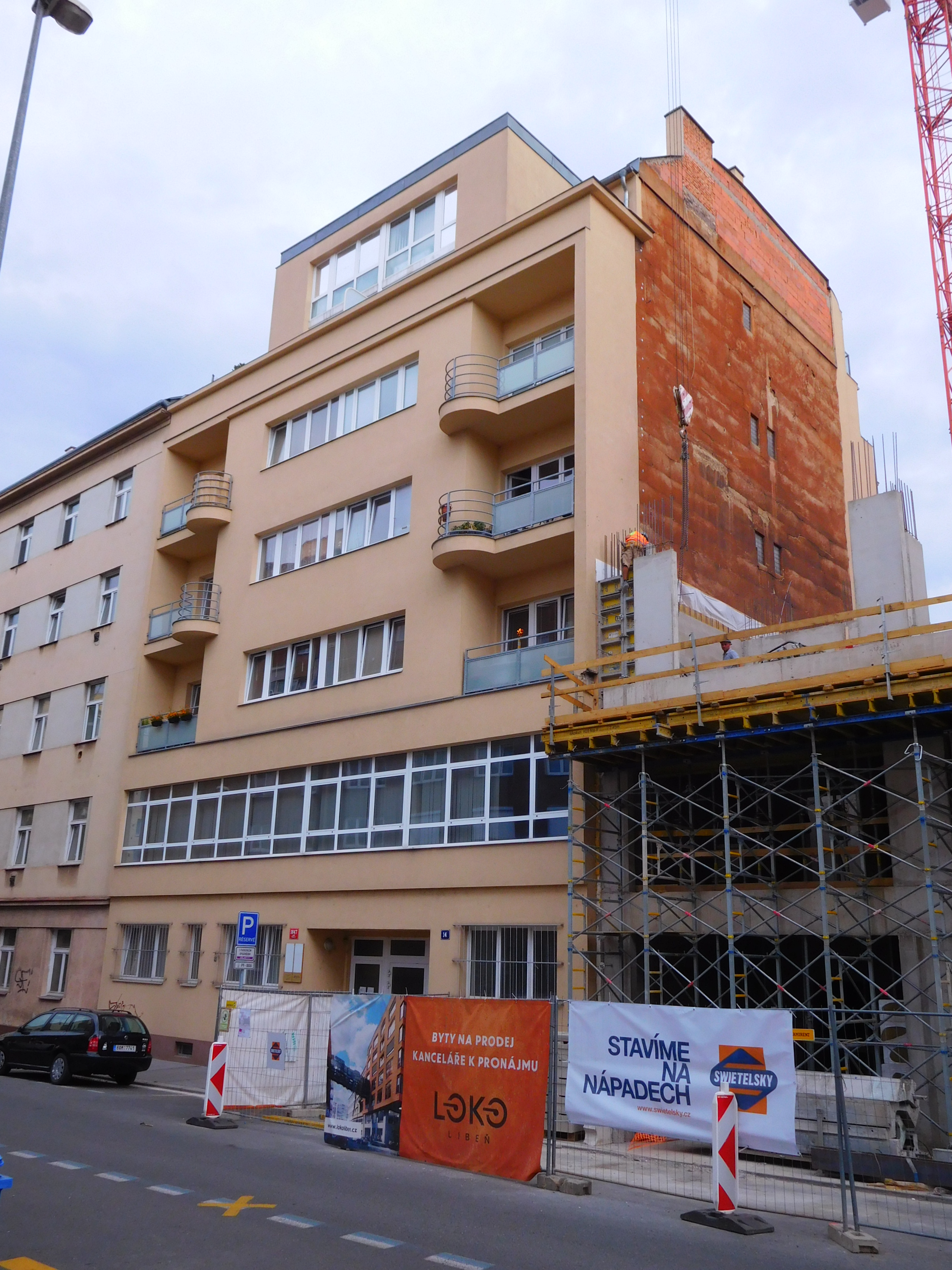
Haus in Lihovarská 14, Prag

  - Wohn- und Geschäftshaus „U města Paříže“ (1935)
  - Mietshaus in der Tyršova ulice (1938)
  - Umbau der von Dušan Jurkovič errichteten Baude „Jiráskova chata“ im Ortsteil Dobrošov (1939)[1]
- Prag: Wohn- und Geschäftshaus in der Lihovarská ulice (1936–1937)